# Honoka Kobayashi
Honoka Kobayashi (jap. 小林 ほの香 Kobayashi Honoka; * 23. April 2000 in Kanagawa) ist eine japanische Tennisspielerin.

## Karriere
Kobayashi spielt überwiegend Turniere auf der ITF Women’s World Tennis Tour, bei der sie bislang drei Titel im Doppel gewonnen hat.

## Turniersiege

### Doppel
| Nr. | Datum              | Turnier  | Kategorie | Belag     | Partnerin           | Finalgegnerinnen                      | Ergebnis         |
| --- | ------------------ | -------- | --------- | --------- | ------------------- | ------------------------------------- | ---------------- |
| 1.  | 27. August 2022    | Monastir | ITF W15   | Hartplatz | Saki Imamura        | Li Zongyu Mia Repac                   | 3:6, 6:0, [10:6] |
| 2.  | 3. September 2022  | Monastir | ITF W15   | Hartplatz | Jennifer Luikham    | Anastasia Iamachkine Teja Tirunelveli | 6:3, 0:6, [10:5] |
| 3.  | 10. September 2022 | Monastir | ITF W15   | Hartplatz | Milana Schabrailowa | Paula Cembranos Sophie Lüscher        | 7:5, 6:2         |